# Transactions of the Medical and Physical Society of Calcutta
Transactions of the Medical and Physical Society of Calcutta (abreviado Trans. Med. Soc. Calcutta) es una revista con ilustraciones y descripciones botánicas que fue publicada en Calcuta desde 1825 hasta 1845.